# Kostel Saint-Denis-de-la-Chartre
Kostel Saint-Denis-de-la-Chartre (tj. kostel svatého Diviše ve vězení) byl kostel v Paříži.

## Historie
Kostel se nacházel na ostrově Cité v prostoru severozápadního rohu dnešní nemocnice Hôtel-Dieu a existoval již na počátku 11. století. Ve 14. století byl přestavěn a v roce 1810 zbořen.
Kostel byl součástí Svatodivišské poutní cesty, neboť se nacházel poblíž věznice (lat. carcer), ve které byl údajně vězněn svatý Diviš a měl zde mít zázračné zjevení.